# Ópera Real de Bombay
La Ópera Real de Bombay (o bien Ópera Real de Mumbai) es el único teatro de ópera «real» (referente al rey del Imperio británico) sobreviviente en el país asiático de la India. El nombre real fue adicionado a la palabra "ópera" cuando su primera piedra fue colocada durante el Raj británico en 1909,  el rey Jorge V del Reino Unido inauguró el edificio en 1911, mientras que el edificio estaba aún en construcción. Pero no se terminaría en 1912 y se realizaron adiciones a la construcción hasta 1915.
Con una cinematografía cada vez más popular en la década de 1930, la ópera fue modificada para la proyección de películas y la celebración de desfiles de moda. Fue en enero de 1991 que se llevó a cabo la última proyección de películas en el lugar.